# Salmó modificat genèticament
El salmó modificat genèticament és un salmó europeu (Salmo salar) de l'Atlàntic, modificat afegint-li un gen regulador d'una hormona de creixement provinent del salmó del Pacífic (Oncorhynchus tshawytscha) i un promotor biològic d'un peix anomenat Zoarces americanus als 40.000 gens del salmó atlàntic. Aquest gens permeten que el salmó mengi durant tot l'any en lloc de fer-ho només durant la primavera i l'estiu. El propòsit d'aquesta modificació és incrementar la rapidesa de creixement del peix sense afectar ni la qualitat ni la mida final. El salmó trangènic arriba a la mida del mercat en 16 o 18 mesos en comptes dels tres anys que triguen els salmons no transgènics.
El nom comercial del primer d'aquests salmons trangènics és AquAdvantage i es va crear l'any 1996.
La comercialització d'aquests salmons encara està pendent de l'autorització de les autoritats governatives. En cas que un salmó transgènic escapés del seu confinament com a peix de l'aqüicultura podria tenir encreuaments amb les espècies salvatges.